# 克兰维利耶
克兰维利耶（法語：Crainvilliers，法語發音：[kʁɛ̃vilje] ⓘ）是法国大東部大區孚日省的一个市镇，属于讷沙托区。

## 地理
克兰维利耶（48°8'48"N, 5°49'57"E）面积10.45 平方千米，位于法国大東部大區孚日省，该省份为法国东北部内陆省份，北起默兹省和默尔特-摩泽尔省，西接上马恩省，南至上索恩省和贝尔福地区省，东临上莱茵省和下莱茵省。
与克兰维利耶接壤的市镇（或旧市镇、城区）包括：索尔叙尔-莱比尔涅维尔、马蒂尼莱班、圣旺莱帕雷、叙里欧维尔、拉瓦什雷斯和拉鲁伊、栋布罗勒塞克。
克兰维利耶的时区为UTC+01:00、UTC+02:00（夏令时）。

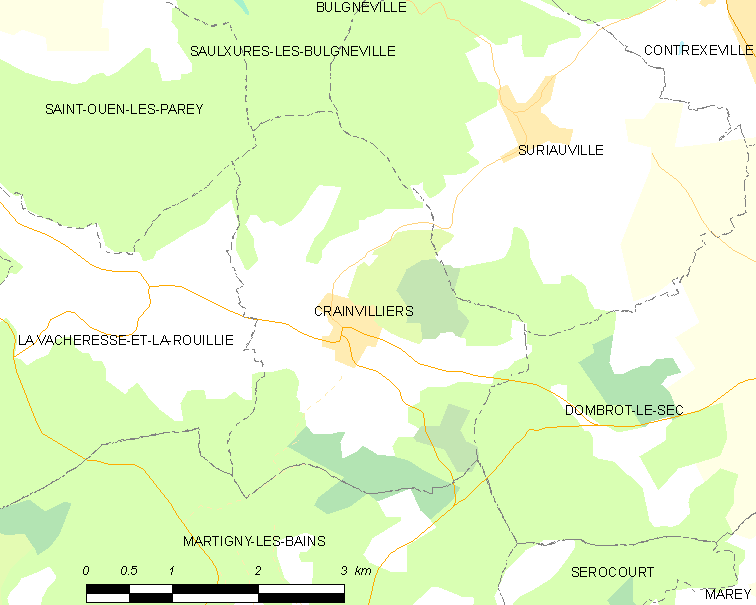
克兰维利耶的OSM定位图

## 行政
克兰维利耶的邮政编码为88140，INSEE市镇编码为88119。

## 政治
克兰维利耶所属的省级选区为维泰勒县。

## 人口

1962-2008年间克兰维利耶人口变化图示

克兰维利耶于2022年1月1日时的人口数量为180人。